# 王义华
王义华（1952年12月—）生于江苏省东台县三仓镇三渣村，中国人民解放军少将。

## 生平
1970年12月入伍，1974年加入中国共产党。在连队历任副班长、班长、排长、副政治指导员。在团、师、军、大军区、总部机关历任干事、参谋、教员、记者、总后勤部后勤杂志社副社长、总后勤部司令部后勤工作研究室副主任、总后勤部司令部后勤保障社会化办公室主任，国务院、中央军委军队保障社会化工作领导小组办公室专职副主任，全军保障社会化工作领导小组办公室主任、总后勤部司令部副参谋长。
2009年7月被授予少将军衔。

## 著作
- 《军队后勤改革纵横谈》[2]